# Punt van Lemoine

Het punt van Lemoine L als snijpunt van de symmedianen (rood).

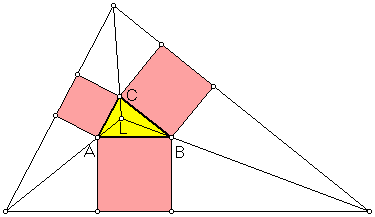
Constructie van Grebe van het punt van Lemoine.

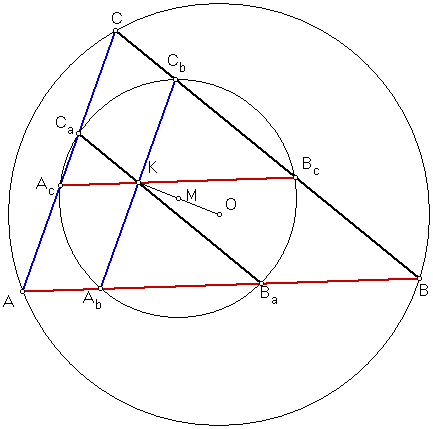
De eerste cirkel van Lemoine

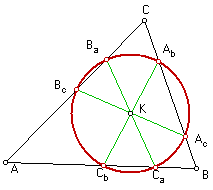
De tweede cirkel van Lemoine

Het punt van Lemoine in een driehoek is het snijpunt van de symmedianen. De symmedianen zijn de spiegelbeelden van de zwaartelijnen in de bissectrices. Het is het driehoekscentrum met kimberlingnummer X(6).
Émile Lemoine (1840-1912) was een Franse wiskundige. Het bedoelde punt wordt ook wel symmediaanpunt van de driehoek genoemd, en in Duitse literatuur punt van Grebe. Het punt was al bekend, voordat Lemoine en Grebe er in de literatuur over schreven.

## Constructies
- Volgens de definitie.
- De drie lijnen die het midden van een zijde verbinden met het midden van de hoogtelijn op die zijde, snijden in het punt van Lemoine. Daarom is het punt van Lemoine van een rechthoekige driehoek het midden van de hoogtelijn op de hypotenusa.
- De constructie van Grebe: Plak aan de buitenkant van elke zijde een vierkant. Verleng de zijden van de vierkanten tegenover hun zijden tegen de driehoek tot een nieuwe driehoek. Deze driehoek is perspectief met de eerste driehoek. Hun perspectiviteitscentrum is het punt van Lemoine.

## Cirkels van Lemoine
Eerste cirkel van Lemoine
Teken de lijn {\displaystyle \ell _{a}} door het punt van Lemoine K die evenwijdig is aan BC en markeer de snijpunten op AB en AC als respectievelijk Ba en Ca. Teken op dezelfde wijze lijnen {\displaystyle \ell _{b}} en {\displaystyle \ell _{c}} met punten Ab, Cb, Ac en Bc. Deze zes punten liggen op een cirkel, de eerste cirkel van Lemoine. Het middelpunt van deze cirkel is het midden van het lijnstuk OK, waar O het middelpunt van de omgeschreven cirkel is. De eerste cirkel van Lemoine is een Tuckercirkel.
Tweede cirkel van Lemoine
Teken de lijn {\displaystyle \ell _{a}} door het punt van Lemoine K die antiparallel is aan BC ten opzichte van (AB,AC) en markeer de snijpunten op AB en AC als respectievelijk Ca en Ba. Teken op dezelfde wijze lijnen {\displaystyle \ell _{b}} en {\displaystyle \ell _{c}} met punten Ab, Cb, Ac en Bc. Het punt van Lemoine is het midden van de lijnstukken CaBa, AbCb en AcBc, die allemaal even lang zijn. Deze zes punten liggen dus op een cirkel, de tweede cirkel van Lemoine. Het punt van Lemoine is het het middelpunt van deze cirkel. De cirkel wordt ook wel cosinuscirkel genoemd, omdat de lengtes van de afgesneden lijnstukken van de zijden in vaste verhouding zijn met de cosinussen van de overstaande hoeken. De tweede cirkel van Lemoine is ook een Tucker cirkel.

## Eigenschappen
- Het punt van Lemoine is isogonaal verwant met het zwaartepunt.
- De barycentrische coördinaten voor het punt van Lemoine zijn (a2:b2:c2).
- Het punt van Lemoine is het punt waarvoor de som van de kwadraten van de afstanden tot de zijden van de driehoek zo klein mogelijk is.
- Het punt van Lemoine is het unieke punt dat zwaartepunt is van zijn eigen voetpuntsdriehoek, de stelling van Lemoine.[1]